# Myriam Tschomba
Myriam Atosha Tschomba-Fariala, (8 januari 1977) is een gewezen Belgische atlete, die zich had toegelegd op het hordelopen. Zij veroverde indoor en outdoor in totaal zeven Belgische titels.

## Biografie
Tschomba veroverde tussen 1996 en 2003 drie Belgische indoortitels op de 60 m horden.
Op de 100 m horden werd Tschomba viermaal Belgisch kampioene, waar van driemaal opeenvolgend. In 2005 beëindigde ze haar topsportcarrière.

### Clubs
Tschomba begon haar loopbaan bij Rixensart Wavre AC (Riwa), en stapte daarna over naar CA Brabant Wallon.

### Studies
Tschomba studeerde in de Verenigde Staten bij de University of Southern California.

## Belgische kampioenschappen
| Onderdeel            | Jaar                   |
| -------------------- | ---------------------- |
| 100 m horden         | 1997, 1998, 1999, 2003 |
| 60 m horden (indoor) | 1996, 2001, 2003       |

## Persoonlijke records
Outdoor
| Onderdeel    | Prestatie | Datum            | Plaats |
| ------------ | --------- | ---------------- | ------ |
| 100 m horden | 13,24 s   | 10 augustus 2003 | Jambes |

Indoor
| Onderdeel   | Prestatie | Datum           | Plaats |
| ----------- | --------- | --------------- | ------ |
| 60 m horden | 8,25 s    | 7 februari 1996 | Gent   |

## Palmares

### 60 m horden
- 1995:  BK indoor AC – 8,55 s
- 1996:  BK indoor AC – 8,34 s
- 2001:  BK indoor AC – 8,31 s
- 2003:  BK indoor AC – 8,35 s

### 100 m horden
- 1994: 7e in ½ fin. WK junioren in Lissabon – 13,98 s
- 1995:  BK AC – 13,47 s
- 1995: 4e EK junioren in Nyíregyháza– 13,75 s
- 1997:  BK AC – 13,39 s
- 1998:  BK AC – 13,56 s
- 1999:  BK AC – 13,36 s
- 1999: 6e in ½ fin. EK U23 in Göteborg – 13,74 s
- 2002:  BK AC – 13,70 s
- 2003:  BK AC – 13,24 s
- 2003: DNF finale Universiade in Daegu

## Onderscheidingen
- 1995: Grand Prix Avenir (belofte) LBFA